# Centenary Quaich
De Centenary Quaich is een internationale rugby union-prijs die jaarlijks wordt uitgereikt aan de winnaar van de wedstrijd tussen Ierland en Schotland op het Zeslandentoernooi. Een "Quaich" is een soort Goidelische drinkbeker.
In totaal hebben de twee ploegen al 139 keren tegen elkaar gespeeld waarvan Schotland er 66 won, Ierland er 69 won en er 5 wedstrijden uitdraaiden op een gelijkspel. De prijs werd echter pas in het leven geroepen in 1989, waardoor Schotland veertien maal de Quaich won, Ierland zeventien maal en één wedstrijd onbeslist eindigde.
De Centenary Quaich is vergelijkbaar met de Calcutta Cup, een rugbywedstrijd die elk jaar wordt gehouden tussen Engeland en Schotland, en de Millennium Trophy, een rugbywedstrijd gehouden tussen Engeland en Ierland. Beide prijzen worden ook betwist tijdens het zeslandentoernooi.

## Overzicht
| Details      | Gespeeld | Gewonnen Ierland | Gewonnen Schotland | Gelijkspel | punten Ierland | punten Schotland |
| ------------ | -------- | ---------------- | ------------------ | ---------- | -------------- | ---------------- |
| In Ierland   | 18       | 12               | 5                  | 1          | 430            | 258              |
| In Schotland | 19       | 10               | 9                  | 0          | 475            | 367              |
| Totaal       | 37       | 22               | 14                 | 1          | 905            | 625              |

## Resultaten
| Jaar | Thuis     | Score   | Uit       | Datum        | Plaats                 |
| ---- | --------- | ------- | --------- | ------------ | ---------------------- |
| 1989 | Schotland | 37 - 21 | Ierland   | 4 maart      | Murrayfield, Edinburgh |
| 1990 | Ierland   | 10 - 13 | Schotland | 3 februari   | Lansdowne Road, Dublin |
| 1991 | Schotland | 28 - 25 | Ierland   | 16 maart     | Murrayfield, Edinburgh |
| 1992 | Ierland   | 10 - 18 | Schotland | 15 februari  | Lansdowne Road, Dublin |
| 1993 | Schotland | 15 - 3  | Ierland   | 16 januari   | Murrayfield, Edinburgh |
| 1994 | Ierland   | 6 - 6   | Schotland | 5 maart      | Lansdowne Road, Dublin |
| 1995 | Schotland | 26 - 13 | Ierland   | 4 februari   | Murrayfield, Edinburgh |
| 1996 | Ierland   | 10 - 16 | Schotland | 20 januari   | Lansdowne Road, Dublin |
| 1997 | Schotland | 38 - 10 | Ierland   | 1 maart      | Murrayfield, Edinburgh |
| 1998 | Ierland   | 16 - 17 | Schotland | 7 februari   | Lansdowne Road, Dublin |
| 1999 | Schotland | 30 - 13 | Ierland   | 20 maart     | Murrayfield, Edinburgh |
| 2000 | Ierland   | 44 - 22 | Schotland | 19 februari  | Lansdowne Road, Dublin |
| 2001 | Schotland | 32 - 10 | Ierland   | 22 september | Murrayfield, Edinburgh |
| 2002 | Ierland   | 43 - 22 | Schotland | 2 maart      | Lansdowne Road, Dublin |
| 2003 | Schotland | 6 - 36  | Ierland   | 16 februari  | Murrayfield, Edinburgh |
| 2004 | Ierland   | 37 - 16 | Schotland | 27 maart     | Lansdowne Road, Dublin |
| 2005 | Schotland | 13 - 40 | Ierland   | 12 februari  | Murrayfield, Edinburgh |
| 2006 | Ierland   | 15 - 9  | Schotland | 11 maart     | Lansdowne Road, Dublin |
| 2007 | Schotland | 18 - 19 | Ierland   | 10 maart     | Murrayfield, Edinburgh |
| 2008 | Ierland   | 34 - 13 | Schotland | 9 maart      | Croke Park, Dublin     |
| 2009 | Schotland | 15 - 22 | Ierland   | 14 maart     | Murrayfield, Edinburgh |
| 2010 | Ierland   | 20 - 23 | Schotland | 20 maart     | Croke Park, Dublin     |
| 2011 | Schotland | 18 - 21 | Ierland   | 27 februari  | Murrayfield, Edinburgh |
| 2012 | Ierland   | 32 - 14 | Schotland | 10 maart     | Aviva Stadium, Dublin  |
| 2013 | Schotland | 12 - 8  | Ierland   | 24 februari  | Murrayfield, Edinburgh |
| 2014 | Ierland   | 28 - 6  | Schotland | 2 februari   | Aviva Stadium, Dublin  |
| 2015 | Schotland | 10 - 40 | Ierland   | 21 maart     | Murrayfield, Edinburgh |
| 2016 | Ierland   | 35 - 25 | Schotland | 19 maart     | Aviva Stadium, Dublin  |
| 2017 | Schotland | 27 - 22 | Ierland   | 4 februari   | Murrayfield, Edinburgh |
| 2018 | Ierland   | 28 - 8  | Schotland | 10 maart     | Aviva Stadium, Dublin  |
| 2019 | Schotland | 13 - 22 | Ierland   | 9 februari   | Murrayfield, Edinburgh |
| 2020 | Ierland   | 19 - 12 | Schotland | 1 februari   | Aviva Stadium, Dublin  |
| 2021 | Schotland | 24 - 27 | Ierland   | 9 februari   | Murrayfield, Edinburgh |
| 2022 | Ierland   | 26 - 5  | Schotland | 19 maart     | Aviva Stadium, Dublin  |
| 2023 | Schotland | 7 - 22  | Ierland   | 12 maart     | Murrayfield, Edinburgh |
| 2024 | Ierland   | 17 - 13 | Schotland | 16 maart     | Aviva Stadium, Dublin  |
| 2025 | Schotland | 18 - 32 | Ierland   | 9 februari   | Murrayfield, Edinburgh |